# Região Geográfica Intermediária de Blumenau
A Região Geográfica Intermediária de Blumenau, também conhecida como Vale do Itajaí (região em torno do Rio Itajaí), é uma das sete regiões intermediárias do estado brasileiro de Santa Catarina e uma das 134 regiões intermediárias do Brasil, criadas pelo Instituto Brasileiro de Geografia e Estatística (IBGE) em 2017. É composta por 60 municípios, distribuídos em seis regiões geográficas imediatas.
Sua população total, de acordo com censo realizado pelo Instituto Brasileiro de Geografia e Estatística (IBGE) em 2022, é de 2 096 406 habitantes, distribuídos em uma área total de 15 286,067 km².
Blumenau é o município mais populoso da região intermediária, com 361 261 habitantes, de acordo com o mesmo censo.

## Regiões geográficas imediatas
| Região geográfica imediata                               | Municípios | População Censo 2022 | Área (km²) |
| -------------------------------------------------------- | --- | -------------------- | ---------- |
| Região Geográfica Imediata de Itajaí                     | Balneário Camboriú Balneário Piçarras Barra Velha Bombinhas Camboriú Itajaí Itapema Luiz Alves Navegantes Penha Porto Belo Tijucas                                                                     | 890 805              | 1 678,719  |
| Região Geográfica Imediata de Blumenau                   | Apiúna Ascurra Benedito Novo Blumenau Doutor Pedrinho Gaspar Ilhota Indaial Pomerode Rio dos Cedros Rodeio Timbó                                                                                       | 658 723              | 3 985,014  |
| Região Geográfica Imediata de Brusque                    | Botuverá Brusque Canelinha Guabiruba Major Gercino Nova Trento São João Batista | 233 740              | 1 813,788  |
| Região Geográfica Imediata de Rio do Sul                 | Agrolândia Agronômica Atalanta Aurora Braço do Trombudo Laurentino Lontras Mirim Doce Pouso Redondo Presidente Nereu Rio do Campo Rio do Oeste Rio do Sul Salete Santa Terezinha Taió Trombudo Central | 201 743              | 4 628,526  |
| Região Geográfica Imediata de Ibirama-Presidente Getúlio | Dona Emma Ibirama José Boiteux Presidente Getúlio Vitor Meireles Witmarsum | 59 703               | 1 652,160  |
| Região Geográfica Imediata de Ituporanga                 | Chapadão do Lageado Imbuia Ituporanga Leoberto Leal Petrolândia Vidal Ramos | 51 692               | 1 527,860  |
| Total                                                    | 60 | 2 096 406            | 15 286,067 |